# Courcerault
Courcerault est une ancienne commune française, située dans le département de l'Orne en région Normandie. Elle fusionne le 1er janvier 2016 au sein de la commune nouvelle de Cour-Maugis sur Huisne.

## Géographie
| Corbon                                           | Corbon                                           | Cour-Maugis sur Huisne (comm. dél. de Maison-Maugis)            |
| Mauves-sur-Huisne                                | Courcerault                                      | Cour-Maugis sur Huisne (comm. dél. de Saint-Maurice-sur-Huisne) |
| Perche en Nocé (comm. dél. de Colonard-Corubert) | Perche en Nocé (comm. dél. de Colonard-Corubert) | Perche en Nocé (comm. dél. de Colonard-Corubert)                |

## Toponymie
Le nom de la localité est attesté sous la forme Curtis Sesoldi au début du IXe siècle. Le toponyme est construit, comme Courtomer, Colonard ou Corubert, sur le modèle court + anthroponyme germanique. L'ancien français court, « ferme », est issu du bas latin cortem hérité du latin cohors, « enclos », « cour d’une ferme », basse-cour. L'anthroponyme germanique serait Sisald, ou Sisaldus.
Le gentilé est Courceraultais.

## Histoire
La commune comptait en 1860 773 habitants pour une contenance de 1 700 hectares dont une partie est très boisée. Il y avait autrefois un prieuré à Courcerault relevant de Saint-Lhomer de Blois et ensuite de Saint-Lhomer de Moutiers-au-Perche en 1698.
La principale famille ayant possédé la seigneurie de Courcerault pendant très longtemps fut la famille des Giroye, famille très nombreuse et des plus belliqueuse. Un des Giroye, Guillaume, entreprit vers 1034 de délivrer Robert de Bellême, son seigneur, prisonnier au château de Ballon au Maine. Peu de temps après, les trois fils d'Ernault Giroye, également seigneurs de Courcerault, firent partie de ceux qui voulurent venger l'affront fait à Guillaume Giroye leur oncle, par Guillaume II Talvas, seigneur de Bellême et d'Alençon, qui l'ayant appelé à ses noces, lui avait fait couper le nez et les oreilles, crever les yeux, ce qui entraîna de multiples représailles, la lutte continua longtemps entre les Giroye et le comte de Bellême Guillaume Talvas.
Les autres seigneurs de Courcerault furent :
- Hugues Giroye bienfaiteur de la léproserie de Chartrage à Mortagne (1144).
- Hugues de Courcessain, qui assista à la fondation du Val-Dieu, en 1170.
- Hugues de Courcerault et Agathe, sa femme, qui firent également des dons à Chartrage, ses terrains et six sols de rente annuelle.
- Nicolas Barberotte qui en 1218 assista à la fondation de l'abbaye des Clairets à Mâle, près de Nogent-le-Rotrou.
- Gastel et Guillaume Mathieu, des dons et bienfaiteurs de la collégiale de Toussaint à Mortagne-au-Perche.
- Il est également notoire que la famille de Boyères a aussi tenu le rôle de seigneur de Courcerault, ayant possédé la maison seigneuriale de Courcessain, maison qui a dû remplacer le château féodal de ce pays. Car il est aussi notoire que Courcessain devait appartenir aux Giroye.

Il est probable également qu'à une certaine époque, non déterminée, la seigneurie de Courcerault fut détenue ou intéressée par la famille des seigneurs de La Vove (du manoir de la Vove) et surtout le Moulin dit de la Vove car il est possible encore aujourd'hui de voir sur le haut de la porte de la sacristie de l'église, taillé sous la pierre, le blason de cette famille de La Vove, qui comporte « de sable à six besoins d'argent », ce qui annoncerait bien des bienfaiteurs de cette église.

## Politique et administration
| Période                                  | Période   | Identité            | Étiquette | Qualité |
| ---------------------------------------- | --------- | ------------------- | --------- | ------- |
| juin 1995                                | mars 2014 | Pierre Leveau       | SE        |         |
| mars 2014                                | En cours  | Jean-Marc Fromentin | SE        |         |
| Les données manquantes sont à compléter. |           |                     |           |         |

Le conseil municipal est composé de onze membres dont le maire et trois adjoints.

## Démographie
Courcerault a compté jusqu'à 815 habitants en 1851.
| 1793 | 1800 | 1806 | 1821 | 1836 | 1841 | 1846 | 1851 | 1856 |
| ---- | ---- | ---- | ---- | ---- | ---- | ---- | ---- | ---- |
| 721  | 713  | 685  | 731  | 744  | 800  | 792  | 815  | 767  |

| 1861 | 1866 | 1872 | 1876 | 1881 | 1886 | 1891 | 1896 | 1901 |
| ---- | ---- | ---- | ---- | ---- | ---- | ---- | ---- | ---- |
| 716  | 686  | 635  | 614  | 580  | 550  | 527  | 508  | 472  |

| 1906 | 1911 | 1921 | 1926 | 1931 | 1936 | 1946 | 1954 | 1962 |
| ---- | ---- | ---- | ---- | ---- | ---- | ---- | ---- | ---- |
| 382  | 365  | 318  | 321  | 332  | 292  | 327  | 302  | 245  |

| 1968 | 1975 | 1982 | 1990 | 1999 | 2007 | 2011 | 2013 | - |
| ---- | ---- | ---- | ---- | ---- | ---- | ---- | ---- | - |
| 197  | 200  | 175  | 166  | 173  | 173  | 168  | 163  | - |

## Lieux et monuments

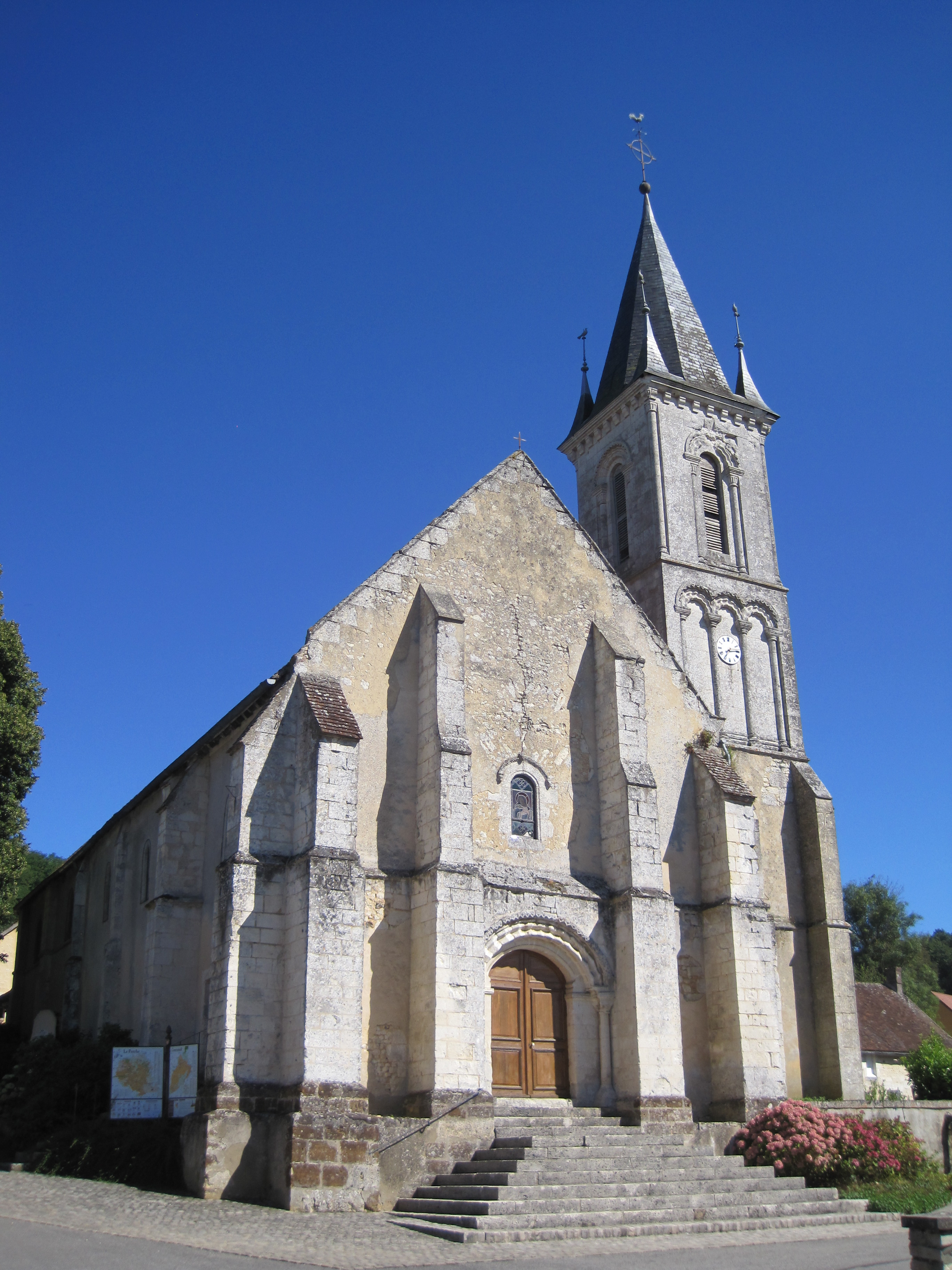
Église Saint-Pierre de Courcerault.

- Église Saint-Pierre d'origine romane. Elle abrite deux crédences du XVIIIe siècle classées à titre d'objets aux Monuments historiques[11].
- Moulin de la Vove, sur l'Huisne.